# مگی لیندمان
مارگارت الیزابت لیندمان (به انگلیسی: Margaret Elizabeth Lindemann؛ زادهٔ ۲۱ ژوئیهٔ ۱۹۹۸) خواننده-ترانه‌پرداز آمریکایی است.
او بیشتر به خاطر تک‌آهنگ پرفروشش با نام «دختر زیبا» در سال ۲۰۱۶ شناخته می‌شود که در سوئد به رتبهٔ ۴، در ایرلند به رتبهٔ ۶، و در بریتانیا و هلند به رتبهٔ ۸ جدول راه یافت.

## اوایل زندگی
مارگارت الیزابت لیندمان در ۲۱ ژوئیهٔ ۱۹۹۸ در دالاس، تگزاس، در یک خانواده آلمانی-اسکاتلندی متولد شد.
او شروع به ارسال قطعات ضبط شده از آواز خود در شبکه اجتماعی «کیک» کرد و در سایر حساب‌های رسانه‌های اجتماعی خود نیز طرفدارانی پیدا کرد.
فعالیت او در موسیقی پس از آن آغاز شد که مدیر برنامه‌اش، جرالد تنیسون، ویدیویی از آواز خواندن او را در صفحهٔ اینستاگرام خود مشاهده کرد.
او سپس به لس‌آنجلس نقل مکان کرد تا موسیقی را به‌طور حرفه‌ای دنبال کند.

## زندگی شخصی
در سال ۲۰۱۵، ویدئویی در تامبلر به بیرون درز کرد که نشان می‌داد دوست‌پسر لیندمان، کارتر رینولدز، ستاره واین تلاش می‌کند تا لیندمان را به رابطه جنسی دهانی متقاعد کند، علی‌رغم اینکه او مدام می‌گفت «این [کار] باعث ناراحتی من می‌شود». در سال ۲۰۱۶، لیندمان خود را دوجنسگرا نامید.
از سال ۲۰۱۹ با برندون آریگا، یکی از اعضای گروه پسرانه پریتی‌ماچ، در رابطه بوده‌است.
در سال ۲۰۱۹، لیندمان در حالی که در مالزی اجرا می‌کرد، به دلیل اجرای بدون مجوز ویزیت حرفه‌ای، طبق الزام همه خارجی‌هایی که در این کشور کار می‌کردند، از صحنه اسکورت و دستگیر شد.
او روز بعد به قید وثیقه آزاد شد و سازمان‌دهندگان مراسم به جرم خود اعتراف کردند.
او این حادثه را «پنج روز زندگی جهنمی» توصیف کرده‌است.

## تأثیرپذیری
لیندمان از لانا دل ری، بنکس و اسپوکی بلک به عنوان برخی از الگوهای خود در موسیقی یاد می‌کند و آنها را «ستاره‌های ضد پاپ» می‌نامد، هنرمندانی که شخصاً و مستقلاً فعالیت موسیقایی خود را انجام می‌دهند و به جریان اصلی بودن اهمیت نمی‌دهند. او آثار راک و آلترناتیو اوایل دههٔ ۲۰۰۰ مانند گوئن استفانی، آوریل لوین، پرامور، اونسنس و فلای لیف را تأثیرگذار و دوره مورد علاقه موسیقی اش دانسته‌است. تأثیرگذاری به‌ویژه لوین بر لیندمان را می‌توان در آهنگ «چاقوی زیر بالشم» مشاهده کرد.

## ترانه‌شناسی

### مینی آلبوم‌ها
| عنوان    | مشخصات                                                                                         |
| -------- | ---------------------------------------------------------------------------------------------- |
| پارانویا | - تاریخ انتشار: ۲۲ ژانویهٔ ۲۰۲۱ - ناشر: کارولاین - فرمت: دانلود دیجیتال، استریمینگ، سی‌دی، وینیل |

### آلبوم‌های زنده
| عنوان آلبوم                             | مشخصات                                                       |
| --------------------------------------- | ------------------------------------------------------------ |
| مگی لیندمان زنده در لس آنجلس - پارانویا | - تاریخ انتشار :۸ آوریل ۲۰۲۲ - ناشر: سوئیزآدیو - فرمت: وینیل |

### تک‌آهنگ‌ها
| «در قلبت را می‌زنم»                                                 | ۲۰۱۵ | —  | —  | —  | —  | —  | — | —  | — | — | —  | — | | Non-album singles |
| «چندتا بچه»                                                        | ۲۰۱۵ | —  | —  | —  | —  | —  | — | —  | — | — | —  | — | | Non-album singles |
| «چیزها»                                                            | ۲۰۱۶ | —  | —  | —  | —  | —  | — | —  | — | — | —  | — | | Non-album singles |
| «دختر زیبا»                                                        | ۲۰۱۶ | ۱۲ | ۲۷ | ۷۱ | ۱۳ | ۲۵ | ۶ | ۱۶ | ۸ | ۴ | ۴۲ | ۸ | - ARIA: 3× Platinum - صنعت ضبط صدای بریتانیا: ۲× Platinum - IFPI DEN: Platinum - انجمن صنعت ضبط موسیقی ایالات متحده آمریکا: Platinum | Non-album singles |
| «شیفته»                                                            | ۲۰۱۷ | —  | —  | —  | —  | —  | — | —  | — | — | —  | — | | Non-album singles |
| «انسان»                                                            | ۲۰۱۸ | —  | —  | —  | —  | —  | — | —  | — | — | —  | — | | Non-album singles |
| «تمایل دارم»                                                       | ۲۰۱۸ | —  | —  | —  | —  | —  | — | —  | — | — | —  | — | | Non-album singles |
| «دوست‌ها رفتند» (انفرادی یا با تراویس بارکر)                        | ۲۰۱۹ | —  | —  | —  | —  | —  | — | —  | — | — | —  | — | | Non-album singles |
| «چاقوی زیر بالشم»                                                  | ۲۰۲۰ | —  | —  | —  | —  | —  | — | —  | — | — | —  | — | | Paranoia          |
| «گسلایت» (به‌همراهٔ سیک‌برین)                                         | ۲۰۲۰ | —  | —  | —  | —  | —  | — | —  | — | — | —  | — | | Paranoia          |
| «دست‌قیچی»                                                          | ۲۰۲۰ | —  | —  | —  | —  | —  | — | —  | — | — | —  | — | | Paranoia          |
| «گوشه‌گیر»                                                          | ۲۰۲۰ | —  | —  | —  | —  | —  | — | —  | — | — | —  | — | | Paranoia          |
| «اوه‌مامی» (با چیس آتلانتیک)                                        | ۲۰۲۱ | —  | —  | —  | —  | —  | — | —  | — | — | —  | — | | ن/م               |
| «اون می‌دونه»                                                       | ۲۰۲۱ | —  | —  | —  | —  | —  | — | —  | — | — | —  | — | | ن/م               |
| «دبی دونر» (با لولو)                                               | ۲۰۲۲ | —  | —  | —  | —  | —  | — | —  | — | — | —  | — | |                   |
| نشانهٔ «—» مواردی را نشان می‌دهد که منتشر نشده یا به جدول نرسیده‌اند. |      |    |    |    |    |    |   |    |   |   |    |   | |                   |

### همکاری با سایر هنرمندان
| عنوان آهنگ                                   | سال  | گواهینامه‌ها                                      | آلبوم               |
| -------------------------------------------- | ---- | ------------------------------------------------ | ------------------- |
| «شخصی» (ومپس با همکاری مگی لیندمان)          | ۲۰۱۷ |                                                  | شب و روز (نسخهٔ روز) |
| «ماه و ستارگان» ($NOT با همکاری مگی لیندمان) | ۲۰۲۰ | - انجمن صنعت ضبط موسیقی ایالات متحده آمریکا: طلا | - تراژدی +          |

## فیلم‌شناسی
| سال  | عنوان          | نقش          | Ref.   |
| ---- | -------------- | ------------ | ------ |
| ۲۰۲۱ | Downfalls High | تیفانی لیندی | [ ۳۳ ] |